# 观太镇
观太镇，原为观太乡，是中华人民共和国四川省绵阳市游仙区曾经下辖的一个镇。2019年12月，撤销石板镇、观太镇和刘家镇，设立信义镇，以原石板镇、原观太镇和原刘家镇所属行政区域为信义镇的行政区域

## 行政区划
观太镇撤销前下辖以下地区：
观太乡社区、卢家坪村、简家店村、巩家沟村、二郎桥村、双柏树村、罗家沟村、朱洪寺村和段家桥村。